# Maricarmen Gómez Muntané
Maricarmen Gómez Muntané (n. Barcelona, 1949) es una musicóloga española especializada en el repertorio medieval europeo y en el del Renacimiento hispano. Es autora de un número importante de libros y artículos de investigación que son un referente internacional en su especialidad.

## Biografía
Estudió Filosofía y Letras en la Universidad de Barcelona y piano en el Conservatorio Superior de Música del Liceo. Se doctoró en la Universidad de Barcelona con un estudio sobre la música en la casa real aragonesa de la tardía Edad Media. Becaria Humboldt en la Georg-August-Universität Göttingen (1981-83) y Fulbright en la de Princeton (1989-90), ha sido profesora visitante en la Universidad del Sarre así como profesora docente invitada en las Universidades de North Texas, Autónoma de Madrid, Politécnica de Valencia, École Normale Supérieure de París y en el Conservatorio Superior de Música de las Islas Baleares. En 1997 obtuvo la Cátedra de Música Antigua en la Universitat Autònoma de Barcelona, de la que era profesora titular desde 1985. Entre 1987-97 sirvió como Director-at-Large de la International Musicological Society. Entre las distinciones que ha recibido cabe mencionar el Premio Nacional de Musicología (1978), el Premio Higini Anglès del Institut d’Estudis Catalans, el galardón ‘Bon Saber d’Honor’ que en 2013 le fue otorgado por Capella de Ministrers y el Premio Honorífico de Musicología AVAMUS (2020). Desde 2019 es miembro de The Academy of Europe y Profesora emérita de la UAB.

## Líneas de investigación
Como investigadora inicialmente centró su interés en el repertorio del Ars nova (siglo XIV), dando a conocer fuentes suyas inéditas a la comunidad musicológica internacional. Siguiendo la línea de investigación del Instituto Español de Musicología (CSIC), en el que desarrolló su Tesis, amplió su campo de estudio al repertorio español del Renacimiento, con especial atención a los géneros del villancico, la ensalada y el romance. A raíz de que el Misterio de Elche y el Canto mallorquín de la Sibila pasasen a formar parte del ‘Patrimonio oral intangible’ de la UNESCO, profundizó en el estudio musical de ambas obras, siendo nombrada Personalidad electa del Misterio en 2006. Sus trabajos buscan poner en relación el documento musical con su contexto histórico y cultural.
Interesada en la difusión práctica del repertorio de la música antigua, ha colaborado con solistas y formaciones especializadas en su interpretación como Hespèrion XX, Ligeriana, Micrologus, Speculum, Cantoría y Capella de Ministrers.

## Libros
La música en la casa real catalano-aragonesa durante los años 1336-1432 (Barcelona, Bosch, 1979).
El manuscrito M 971 de la Biblioteca de Catalunya (Misa de Barcelona) (Barcelona, Biblioteca de Catalunya, 1989)
(con Giulio Cattin y Francesco Facchin) French Sacred Music, Polyphonic Music of the Fourteenth Century vol. 23A/B (Monaco, L'Oiseau-Lyre, 1989-91)
Manuscrito 2 de la Biblioteca del Orfeó Català & Manuscrito 109 del Archivo Diocesano de Solsona (Zaragoza, CSIC, 1993)
El Canto de la Sibila 1. Castilla y León 2. Cataluña y Baleares (Madrid, Alpuerto, 1996-97)
La música medieval en España (Kassel, Reichenberger, 2001)
El Cancionero de Uppsala (Valencia, Biblioteca Valenciana, 2003. Ed. revisada y actualizada Valencia, Inst. Valenciano de Cultura/ Generalitat, 2023)
Las Ensaladas (Praga, 1581), con un suplemento de obras del género: Estudio introductorio, edición y facsímil (Valencia, Inst. Valenciano de la Música/ Generalitat, 2008)
(ed.) Historia de la Música en España e Hispanoamérica 1. De los orígenes hasta c. 1470 2. De los Reyes Católicos a Felipe II (Madrid-México D.F., Fondo de Cultura Económica, 2009-12)
(con Francesc Massip) Misteri d’Elx / Misterio de Elche. Consueta de 1709: Estudio introductorio, edición y facsímil (Valencia, Tirant lo Blanch, 2010)
(con John Griffiths) Mateo Flecha (c.1481-1553?), Los villancicos (Valencia, Inst. Valenciano de Cultura/ Generalitat, 2013)
(ed.) La Sibila. Sonido. Imagen. Liturgia. Escena (Madrid, Alpuerto, 2015)  
(ed.) El Juicio Final. Sonido. Imagen. Liturgia. Escena (Madrid, Alpuerto, 2017)
El ‘Llibre Vermell’. Cantos y danzas de fines del Medioevo (Madrid-México D.F., Fondo de Cultura Económica, 2017)
Pedro de Pastrana (c.1495-1563): Antología polifónica (Valencia, Inst.Valenciano de Cultura/ Generalitat, 2019)